# Erast Gliner
Erast Borisovič Gliner [erást borísovič glíner] (rusko Эраст Борисович Глинер), fizik in kozmolog, * 26. januar 1923, Kijev, Sovjetska zveza (sedaj Ukrajina), † 16. november 2021, San Francisco, ZDA.
Gliner je najbolj znan po svoji vpeljavi zamisli o teoriji inflacije Vesolja v letu 1965.